# تارو أمير تكين
تارو أمير تكين من مواليد 15 يونيو 1997 هو ممثل تركي . وهو يعمل منذ عام 2020.  